# Renée Dunan

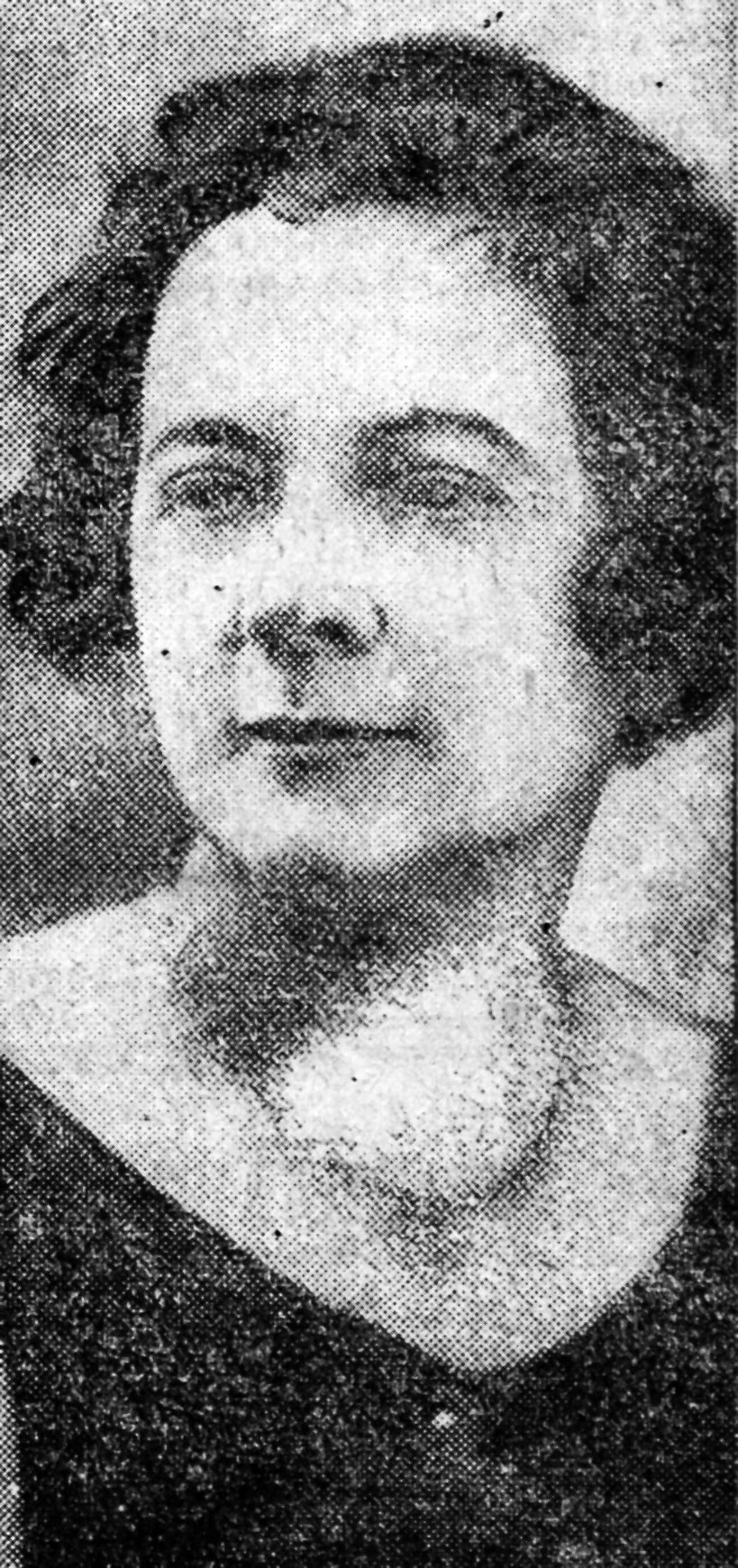
Renée Dunan

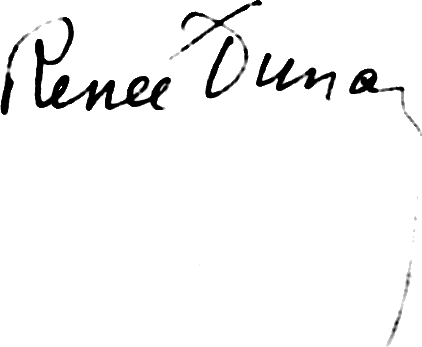
Firma de Renée Dunnan

Renée Dunan (Aviñón, 1892-1936) fue una escritora, crítica y poeta francesa.
Su producción fue abundante y utilizó diversos pseudónimos: Marcelle La Pompe, M. de Steinthal, Jean Spaddy, Louise Dormienne, Renée Camera. Es autora de novelas y relatos eróticos y de ciencia ficción. Perteneció al movimiento Dadá y tuvo relación con André Breton, Philippe Soupault, Louis Aragon, Paul Éluard, Francis Picabia. Su ideario incluía el feminismo, el anarquismo, el naturismo y el pacifismo.
Colaboró en las revistas Crapouillot y "Le sourire".

## Obras
- La triple caresse, 1922
- La Culotte en jersey de soie, 1923
- Une Heure de désir
- La Flèche d'Amour
- Le Stylet en langue de carpe
- Magdeleine
- Mimi Joconde ou la belle sans chemise
- L'Amant trop aimé, (M. de Steinthal)
- Le Prix Lacombyne, 1924
- Baal ou la magicienne passionnée, livre des ensorcellements, 1924
- Le Brigand hongre, 1924
- Kaschmir, Jardin du bonheur, 1925
- La Dernière Jouissance, 1925
- Les Nuits voluptueuses, 1926
- Entre deux caresses, 1927
- Je l'ai échapé belle !, 1927
- Le Sexe et le poignard : la vie ardente de Jules César, 1928
- La confession cynique, 1928
- Éros et Psyché, 1928
- Cantharide, roman de moeurs parisiennes, 1928 (Louis Querelle)
- Les Caprices du sexe ou les Audaces érotiques de Mademoiselle Louise de B…, 1928, (Louis Dormienne)
- L'Extraordinaire aventure de la Papesse Jeanne, 1929
- Le Masque de fer ou l'amour prisonnier, 1929
- Les jeux libertins, 1930
- La Chair au soleil, 1930
- Le Meurtre du milliardaire, 1934
- Moi, poupée, (Spaddy)
- Dévergondages, (Spaddy)
- Colette ou les Amusements de bon ton , 1936, (Jean Spaddy)